# Мамай, Анна Александровна
Анна Александровна Мамай (в девичестве Виноградова; 1921, Грязовецкий уезд, Вологодская губерния — 1987, Марково, Вологодская область) — передовик советского сельского хозяйства, доярка совхоза «Дружба» Вологодского района Волгодской области, Герой Социалистического Труда (1966).

## Биография
Родилась в 1921 году в деревне Кичигино Вологодской губернии. Русская. К своим двадцати годам знала всю крестьянскую работу.
В годы Великой Отечественной войны была направлена на работы в шахтёрский город Мончегорск. Там выучилась на оператора паровых котлов, получила свидетельство об окончании курсов. Кроме того получила специальность машинист шахтного подъёма. Стала работать по этой специальности. Работа была опасная, нужно было поднимать и опускать в шахту клеть с шахтёрами.
В Мончегорске вышла замуж за Мамая Василия Александровича, по национальности белорус. В 1947 году вернулась в Вологодскую область к родителям, здесь родилась первая дочь Валентина. Супруг переехать не смог, не отпустили из Мончегорска. Позже молодая семья распалась.
С 1947 по 1955 год Анна Александровна работала в полеводческой бригаде колхоза «Дружба». В 1950 году у неё родилась вторая дочь Тамара, но семейная жизнь с новым супругом вновь не получилась. Пришлось воспитывать двух дочерей одной.
В 1955 году в колхоз «Дружба» из другого хозяйства привезли первых восемь коров чёрно-пёстрой породы. Поручили ухаживать за ними Анне Мамай. Так она стала животноводом. Дело ей это полюбилось. Весь свой трудовой стаж на ферме она доила коров вручную. Если до прихода Анны Александровны на ферму надои составляли не больше тысячи килограмм, то начиная с 1955 года они начали быстро расти. В 1957 году — 3000 килограмм, 1962 — 3600 килограмм, а к 1966 году — 4500 килограмм молока на одну корову в год. Это были рекордные показатели.
Указом Президиума Верховного Совета СССР от 22 марта 1966 года за достигнутые производственные показатели по надою молока Анне Александровне Мамай было присвоено звание Героя Социалистического Труда с вручением ордена Ленина и медали «Серп и Молот».
Награды ей были вручены на XXIII съезде КПСС, на который она была делегирована. Избиралась депутатом районного и областного Советов. Член КПСС.
В апреле 1971 года по состоянию здоровья прекратила трудовую деятельность, выйдя на пенсию.
Умерла в 1987 году.

## Награды
- золотая звезда «Серп и Молот» (22.03.1966)
- Орден Ленина (22.03.1966)
- Медаль «За трудовую доблесть» (26.04.1963)
- Медаль «За оборону Советского Заполярья»
- Медаль «За доблестный труд в Великой Отечественной войне 1941—1945 гг.»
- другие медали.